# Who Killed Davey Moore
Who Killed Davey Moore (in italiano Chi ha ucciso Davey Moore)  è una canzone folk e di protesta del 1963 del cantautore americano Bob Dylan. Sebbene la canzone non fosse stata commercializzata negli album degli anni '60 di Dylan, divenne popolare nel repertorio degli spettacoli dal vivo durante quel periodo. L'esibizione della canzone di Dylan alla Carnegie Hall il 26 ottobre 1963, sarebbe stata successivamente pubblicata su The Bootleg Series Volumes 1-3 (Rare & Unreleased) 1961-1991 nel 1991 e una performance dell'ottobre 1964 appare su The Bootleg Series Vol. 6: Bob Dylan Live 1964, Concert at Philharmonic Hall, uscito nel 2004.

## Contesto
Davey Moore era un pugile americano la cui carriera durò dal 1953 al 1963. Conosciuto come Il Piccolo Gigante, Moore era alto soli 157 cm. Il 18 marzo 1959, Moore vinse il titolo mondiale dei Pesi piuma ai danni di Hogan Bassey. Moore ha detenuto il titolo per quattro anni e tre giorni, difendendolo cinque volte prima di perderlo contro il cubano Sugar Ramos il 21 marzo 1963. Durante il combattimento con Ramos al Dodgers Stadium, Moore è stato buttato giù alle corde durante il decimo round. Il pugile americano perse per knockout tecnico alla fine della decima ripresa e Ramos si aggiudicò il titolo. Moore tornò al suo camerino e concesse delle interviste dopo il combattimento, affermando il suo desiderio di combattere nuovamente contro Ramos per riguadagnare il titolo. Dopo che i giornalisti se ne andarono, lamentò un forte mal di testa e cadde svenuto. Fu portato al White Memorial Hospital dove gli fu diagnosticato un danno cerebrale non operabile. Moore non riacquisì coscienza e morì a causa dell'afflizione il 25 marzo 1963.

## Critica al pugilato
Dopo la morte di Moore è stata discussa la possibilità di bandire la boxe in America sia da politici che da leader religiosi. In questo senso la canzone Davey Moore del folksinger Phil Ochs è una dura critica a questo sport. Tuttavia la canzone di Dylan ha prodotto un messaggio più indiretto che si avvale del mondo del pugilato per criticare la complessità della società del suo tempo. Il 31 ottobre 1964, parlando alla gente col suo stile tipicamente ironico, Dylan introdusse così Who Killed Davey Moore: 

(inglese)
«This a song about a boxer...

It's got nothing to do with boxing, it's just a song about a boxer really.

And, uh, it's not even having to do with a boxer, really.

It's got nothing to do with nothing.

But I fit all these words together...

that's all...

It's taken directly from the newspapers,

Nothing's been changed...

Except for the words.»

(italiano)
«Questa è una canzone che parla di un pugile...

Non ha niente a che vedere con la boxe, è solo una canzone che parla di un pugile, davvero.

E, uh, in realtà non ha nemmeno niente a che fare con un pugile.

Non ha niente a che fare con niente.

Ho solo messo insieme tutte queste parole...questo è tutto...

È preso direttamente dai giornali, niente è stato cambiato...

tranne le parole»
(L'introduzione può essere ascoltata nel disco di Dylan The Bootleg Series Vol. 6: Bob Dylan Live 1964, Concert at Philharmonic Hall)

## Il brano
La canzone di Dylan si rifà alla struttura della filastrocca inglese per bambini Who Killed Cock Robin?. Il punto di vista si sposta tra le figure dell'arbitro, della folla, del manager, del giocatore d'azzardo, del reporter di boxe e di Sugar Ramos. L'intervento di ogni personaggio termina con un verso in prima persona che anticipa il ritornello, il quale consiste in una doppia domanda retorica:
Why an' what's the reason for?»
Perché, per quale motivo?»
(Who Killed Davey Moore, Bob Dylan)
In ogni verso, in una sorta di tribunale, ogni personaggio si difende e fornisce le ragioni per cui è esente dalla morte del pugile. La somma totale delle loro assoluzioni implica che la colpa appartiene a tutti coloro che sono le parti costitutive dell'industria della boxe. Nel verso finale, Sugar Ramos - "l'uomo i cui pugni 
lo fecero cadere in un bagno di sudore" - conclude la sua difesa: "è stato il volere di Dio". Proprio queste furono le parole pronunciate dalla moglie di Moore, Geraldine, nel momento in cui apprese la notizia della morte del marito.
Pete Seeger eseguì la canzone nel 1963 nel concerto We Shall Overcome alla Carnegie Hall (e la pubblicò nell'album Broadside Ballads, Vol. 2 del 1963), in una chiave musicale minore, inserendo le seguenti parole nel ritornello: "How come he died and what's the reason for?" ("Come mai morì e per quale motivo?").